# RQP Argentina
RQP Argentina es una estación de radio que transmite desde la Ciudad Autónoma de Buenos Aires.
Difunde los éxitos más importantes de todos los tiempos de los artistas y bandas más importantes del rock, reggae y heavy metal de la escena argentina e internacional.
Posee filiales también en Bolivia, Ecuador y Paraguay. Estas emiten con una propuesta diferente al de la filial argentina, más cercana al pop y urbano.

## Historia
En 2011 la radio comenzó sus transmisiones a través del dial FM 97.1 MHz bajo el nombre RQP, siguiendo las iniciales de su fundador "Radio Quique Prosen". Comenzó a transmitir bajo una licencia adjudicada por el Estado a favor de la firma RQP S.A.
En 2016, RQP se alió con el Grupo Prisa y producto de ese convenio de Alianza, pasó a transmitir bajo la licencia que pertenecía a Imagina FM (antes FM Continental, X4 Radio y Nostalgie), propiedad de la firma del Grupo Prisa Nostalgie AmSud S.A. a través de FM 104.3 MHz con más potencia y llegada a todo el Gran Buenos Aires. En el relanzamiento de la programación, Gonzalito Rodríguez y Martina Soto Pose fueron las figuras de la emisora. Con los años fue sumando más figuras a su programación. 
El 8 de marzo de 2019 repentinamente la emisora detuvo su programación en vivo y comenzó a pasar música ininterrumpidamente sin ningún aviso previo a sus oyentes, ni a sus trabajadores. En enero de 2020 la señal sale del aire, y en el dial FM 104.3 comienza a sonar Radio Continental.
El 8 de junio de 2020, RQP tuvo un breve regreso en el 89.5 MHz como prueba de sonido, hasta que el 5 de septiembre, que esa emisora pasa a llamarse MR 89.5 (Mucha Radio) estrenando su programación a partir del 7 de septiembre de ese año, a raíz de la caída del convenio del Grupo Octubre y Radio del Plata, renovando el aire con programas de variedades e información y una propuesta musical novedosa para el público.
Mucha Radio (FM 94.7) en junio de 2021 se muda a la frecuencia que deja vacante Club Octubre en el FM 94.7, transmitiendo en duplex con FM 89.5, hasta el 1 de julio de 2021 a las 00:00, la FM 89.5 dejó de retransmitir Mucha Radio (FM 94.7), y volvió a emitir música de RQP, nuevamente como prueba de sonido.
Actualmente, fue sumando mensajes de oyentes y pedidos de música.
Después de 3 meses y medio en inactividad, el 6 de septiembre de 2022, la FM 89.5 vuelve a transmitir a modo de prueba.
El 20 de mayo de 2024, RQP deja de transmitir para mudar FM Like a la 89.5, debido al cambio de frecuencia de Vorterix, de la 92.1 a la 97.1
El 1 de abril de 2025, RQP volvió en la misma FM 89.5 y fue reemplazado nuevamente FM Like ha dejado de transmitir música latina que terminó hasta a la hora 00:00